# فليكاينيد
فليكانيد (بالإنجليزية: Flecainide)‏ هو الأول من فئة (ج) من أدوية مضادات اضطرابات النظم. تستخدم لمنع وعلاج اضطرابات نظم القلب والتي تشكل (إيقاعات سريعة غير طبيعية في القلب). وهذا الدواء يستخدم لعلاج مجموعة متنوعة من عدم انتظام ضربات القلب الانتيابي بما في ذلك الرجفان الأذيني، (عدم انتظام ضربات القلب العرضية الناشئة في الغرفة العليا من القلب)، الانتيابي عدم انتظام دقات القلب فوق البطيني (supraventricular tachycardia)، وعدم انتظام دقات القلب البطيني (ventricular tachycardia). حيث يعمل هذا الدواء عن طريق تنظيم تدفق الصوديوم في القلب، مما تسبب في إطالة أمد إمكانات العمل القلبي.

## الاستعمالات
يعد دواء فليكانيد هو علاج اضطرابات نظم القلب. حيث أنه ملائم لمعالجة حالات اضطرابات القلب البطينية (Ventricular Arrhythmias) ومناسب، أيضا، لعكس أو للمحافظة على معدل نبضات القلب الطبيعي لدى المرضى المصابين بالرجفان البطيني (Ventricular fibrillation) والرفرفة البطينية (Ventricular Flutter). كما أنه فعال في منع حدوث الأشكال المختلفة من تسارع القلب الفوق بطيني (PSVT)، والتي تشمل متلازمة وولف -باركنسون -وايت. وهو مرض قلبي خلقي يتميز بنوبات تسارع أو عدم انتظام نبض (اضطراب النظم التسرعي - Tachyarrhythmia - tA). بسبب الآثار الجانبية لهذا الدواء يتم استخدامه فقط في حالات عدم الاستجابة للأدوية الأخرى لدى المرضى المصابين بحالات عدم انتظام نبض القلب الشديدة والخطيرة.

## التأثيرات الجانبية
يمكن لعقار فليكينيد ان يسبب بحالة عدم انتظام نبضات القلب الخطيرة جدًا، ومن الممكن أن يسبب انسدادات في جهاز التوصيل الكهربي في القلب، مما يؤدي إلى ابطاء سرعة نبضات القلب بشكل كبير.</ref> The risk of proarrhythmia is not necessarily associated with the length of time an individual is taking flecainide, and cases of late proarrhythmia have been reported. بما ان الفليكينيد بامكانه تثبيط عمل عضلة القلب، يجب عدم اعطائه للمرضى المصابين بفشل القلب الاحتقاني أو للاشخاص الذين اصيبوا في السابق باحتشاء عضلة القلب (Myocardial Infarction).

## وصلات إضافية
- RxList: Tambocor (Flecainide)